# Museu Nacional Frei Manuel do Cenáculo
O Museu Nacional Frei Manuel do Cenáculo, anteriormente denominado Museu de Évora, é um museu de arte e arqueologia situado no centro histórico da cidade de Évora.

## História
A 30 de julho de 1914, o Decreto-lei n.º226 autoriza a criação do Museu de Évora para, no ano seguinte, a 1 de março, o Decreto-lei nº1355 a oficializar, com o nome de Museu Regional de Évora.  Abriu ao público no ano de 1921, no edifício do Palácio Amaral, do qual transitou para o atual edifício, ocupado na sua totalidade no ano de 1929. As primeiras quatro salas são inauguradas dois anos depois e, em 1936, nele é incorporado o Museu Arqueológico, que se encontrava anteriormente no rés-do-chão da Biblioteca Pública de Évora. 
Tem como anexo, desde o ano de 1917, a Igreja do Convento das Mercês, edifício do século XVII. Este antigo convento dos Religiosos Agostinhos, que funciona como a secção de Artes Decorativas Religiosas do Museu, encontrando-se no presente encerrada por razões de conservação do edifício.              
A  importância e a diversidade da Coleção do Museu e o seu percurso histórico, cuja origem remonta a Frei Manuel do Cenáculo e à fundação de um pequeno museu anexo à Biblioteca Pública de Évora em 1805, transformam o Museu Nacional Frei Manuel do Cenáculo numa instituição incontornável para se conhecer e compreender a história e as manifestações artísticas e culturais de Évora, da região e do todo nacional.

## Coleções
As coleções apresentam importantes núcleos de Arte e Arqueologia, reunindo igualmente uma Coleção de História Natural (Ciências da Terra e Ciências da Vida) a ainda objetos científicos (Ciência e Técnica). Do vasto espólio destaca-se a coleção de pintura, que abrange o período temporal do século XV ao XX, destacando-se a predominância de autores portugueses, como Baltazar Gomes Figueira (e sua filha Josefa de Óbidos, nascida em Sevilha, mas que viveu e produziu em Portugal), e de pinturas pertencentes às Igrejas e Conventos extintos da cidade. Neste âmbito, merecem destaque os retábulos flamengos do Altar-mor da Sé de Évora e da Capela do Esporão, o Tríptico do Conventinho de Valverde, de Gregório Lopes, bem como os Frei Carlos do Convento do Espinheiro e Francisco Henriques, pintor de São Francisco de Évora. Na coleção de pintura estrangeira, pertencente em grande parte a Frei Manuel do Cenáculo, destacam-se obras da escola Holandesa e Italiana.

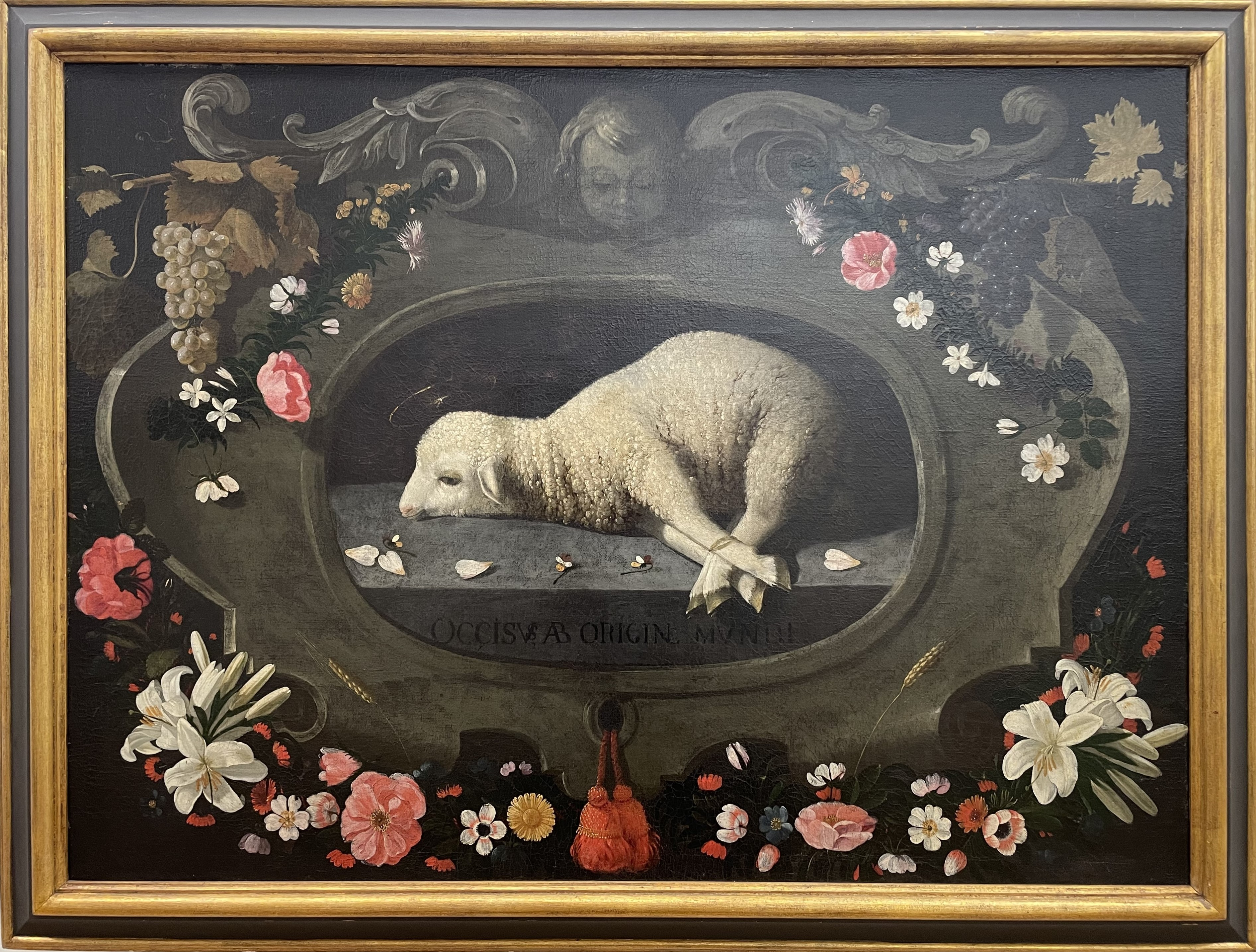
Josefa de Óbidos, Cordeiro Pascal (Agnus Dei), s/data (c.1680), óleo sobre tela, 88 x 116 cm. Museu Nacional Frei Manuel do Cenáculo

Na coleção de escultura destacam-se os elementos de arquitetura provenientes de monumentos da cidade e ainda importantes exemplares de tumulária dos séculos XIV ao XVIII, com relevância artística as obras atribuídas a Nicolau Chanterene. 
A coleção de mobiliário permite traçar um percurso tipológico do mobiliário cível entre os séc. XVI a XIX. A extinção das Ordens Religiosas e a consequente integração dos seus espólios contribuíram para a criação das coleções de Ourivesaria, sobretudo composta por alfaias litúrgicas, joalharia e têxteis, essencialmente paramentaria litúrgica. 
A coleção de numismática e naturália provem essencialmente da coleção do arcebispo Frei Manuel do Cenáculo. A vasta e representativa coleção de arqueologia é composta por diversas coleções, de que se destaca a de Frei Manuel do Cenáculo. 
Note-se que o arcebispo foi um dos primeiros a desenvolver trabalhos arqueológicos, dos quais dava conta na sua correspondência. 
Refira-se ainda a coleção Leonor Pina com o fantástico espólio da Anta Grande do Zambujeiro, juntamente com a chamada coleção do Hospital, com achados referentes a outras antas do Concelho de Évora, Herdade das Casas, Castelo da Lousa, Castelo do Geraldo, peças encontradas em trabalhos de escavações anteriores à obra no edifício do museu, nomeadamente islâmicas e paleocristãs, peças que colmataram algumas falhas da coleção.